# Tiopentale
Il tiopentale o tiopentone è un farmaco ad azione depressiva del SNC, appartenente alla classe dei barbiturici, utilizzato per l'induzione dell'anestesia generale. Era riportato nella Lista dei farmaci essenziali dell'Organizzazione mondiale della sanità, ma per la maggior parte è stato soppiantato dal propofol, meglio tollerato. Nonostante questo, il tiopentale è ancora elencato come alternativa accettabile al propofol, a seconda della disponibilità locale e del costo dei farmaci. Viene utilizzato anche nell'induzione del coma artificiale e in medicina veterinaria. Negli Stati Uniti è stato utilizzato, assieme al pancuronio e al cloruro di potassio, per praticare l'iniezione letale ai condannati a morte; questa miscela di farmaci è utilizzata anche, in alcuni Paesi, nell'eutanasia umana.
È il derivato tiobarbiturico del pentobarbital: l'atomo di ossigeno è sostituito con un atomo di zolfo.
Il tiopentale come sale sodico è noto con il nome di Pentothal, soprattutto grazie al cinema e alla televisione, per essere stato usato, a dosaggi subanestetici, come siero della verità: ad esempio, ne fanno grande uso nelle loro avventure immaginarie Diabolik e Agente 47 e viene adoperato anche da Hannibal Lecter nel film Hannibal Lecter: le origini del male e nella serie Human Target.

## Storia
Il tiopentale fu scoperto nei primi anni '30 da Ernest H. Volwiler e Donalee L. Tabern, che lavoravano per i laboratori Abbott.
Fu usato per la prima volta negli esseri umani l'8 marzo 1934, dal Dr. Ralph M. Waters. Tre mesi dopo, Dr. John S. Lundy iniziò una sperimentazione clinica presso la Mayo Clinic su richiesta di Abbott.
Abbott ha continuato a produrre il farmaco fino al 2004.
Il produttore statunitense Hospira ha smesso di fabbricare il farmaco e l'UE ha vietato l'esportazione del farmaco per la pena di morte.

## Farmacocinetica
Il tiiopental attraversa rapidamente e facilmente la barriera ematoencefalica perché è una molecola lipofila.
L’emivita della fase di eliminazione dopo una dose endovenosa singola è compresa tra le tre e le otto ore. La distribuzione e il metabolismo del tiopentale (come per gli altri barbiturici) è influenzata soprattutto dalla sua liposolubilità (coefficiente di ripartizione), dal legame proteico e dal grado di ionizzazione.
Come tutti i farmaci anestetici liposolubili, la sua breve durata d'azione è dovuta alla ridistribuzione dalla circolazione centrale verso i muscoli e il tessuto adiposo. Il suo coefficiente di ripartizione (circa 10), lo porta a depositarsi nel tessuto adiposo.
Una volta ridistribuita, la frazione libera nel sangue viene metabolizzata nel fegato.
Il tiopentale è metabolizzato in acido pentobarbitale, 5-etil-5- (1'-metil-3'-idrossibutil) -2-tiobarbiturico e 5-etil-5- (1'-metil-3'- acido carbossipropil) -2-tiobarbiturico.

## Farmacodinamica
Il tiopentale appartiene alla classe di farmaci barbiturici, che sono composti non selettivi che si legano a una superfamiglia di canali ionici, fra cui il canale del GABAA, il recettore nAChR, il canale 5HT3R, il canale GlyR e altri. Il recettore del GABAA è un canale inibitorio che diminuisce l'attività neuronale; i barbiturici favoriscono l'azione inibitoria del recettore del GABAA. Mentre alcuni barbiturici favoriscono l'apertura dei recettori del GABAA, questi composti bloccano i canali ionici. I canali neuronali di nAChR sono bloccati sia del sodio tiopentale che del pentobarbital.
Dosi endovenose ripetute comportano un’anestesia prolungata, in quanto il tessuto adiposo funziona da riserva. Il tessuto adiposo accumula tiopentale in concentrazioni dalle 6 alle 12 volte superiori a quelle plasmatiche e rilascia il medicinale lentamente con conseguente prolungata anestesia.

## Usi

### Anestesia
Il tiopentale è un barbiturico ad azione ultra breve usato in anestesia generale. Il suo uso è stato per la maggior parte sostituito con quello del propofol. Dopo l'iniezione endovenosa il farmaco raggiunge rapidamente il cervello e provoca perdita di coscienza entro 30-45 secondi.
Il tiopentale non viene utilizzato per mantenere l'anestesia nelle procedure chirurgiche perché, in infusione, mostra una farmacocinetica di eliminazione di ordine zero, quindi richiede un lungo periodo prima di riacquisire coscienza. Si preferiscono anestetici sotto forma di gas, che vengono eliminati rapidamente, in modo tale da consentire un rapido ritorno della coscienza.
Il tiopentale viene usato in medicina veterinaria per indurre anestesia negli animali.
Il tiopentale veniva usato per indurre coma farmacologico. Oggi è stato sostituito da farmaci come il propofol, perché i loro effetti si attenuano più rapidamente. Può essere usato in pazienti con aumento della pressione intracranica, dovuta a un trauma o un intervento chirurgico. I barbiturici riducono l'attività neuronale, riducendo il metabolismo cerebrale e il consumo di ossigeno, diminuiscono la risposta vascolare intracranica al biossido di carbonio (CO2), che a sua volta diminuisce la pressione intracranica. I pazienti con elevata pressione intracranica causata da trauma cranico possono trarre benefici dall'uso di barbiturici.

### Eutanasia
Il tiopentale viene somministrato per via endovenosa nell'eutanasia. Sia in Belgio sia nei Paesi Bassi, dove l'eutanasia attiva è consentita dalla legge, il protocollo standard raccomanda il tiopentale come agente ideale per indurre il coma, seguito dal bromuro di pancuronio per paralizzare i muscoli e interrompere la respirazione.
La somministrazione endovenosa è il modo più rapido e affidabile per realizzare l'eutanasia, perché la morte sopraggiunge più rapidamente. Il coma viene indotto dalla somministrazione endovenosa di 20 mg/kg di tiopentale (Nesdonal) in un piccolo volume di soluzione fisiologica. Quindi, viene somministrata una tripla dose di un farmaco bloccante neuromuscolare non depolarizzante, come il bromuro di pancuronio (Pavulon) o il bromuro di vecuronio (Norcuron). Il miorilassante deve essere somministrato per via endovenosa per garantire una biodisponibilità ottimale.
Nel febbraio 2022 una commissione medica ha indicato, per la prima volta in Italia, il tiopentale come farmaco adeguato al "suicidio assistito".

### Iniezione letale
Il tiopentale viene utilizzato, insieme al bromuro di pancuronio e al cloruro di potassio, per eseguire l'iniezione letale negli Stati Uniti. Viene somministrata una dose elevata per garantire una rapida perdita di coscienza. L'uso del tiopentale nelle esecuzioni è stato contestato dopo la pubblicazione di uno studio sulla rivista scientifica The Lancet, dove si riportava che le autopsie dei detenuti giustiziati avevano mostrato un livello di tiopentale nel flusso sanguigno non sufficiente a causare incoscienza.
L'8 dicembre 2009 l'Ohio è diventato il primo Stato a utilizzare una singola dose di sodio tiopentale per le esecuzioni capitali, a seguito del fallimento nell'uso del cocktail a tre farmaci durante un'esecuzione. Washington è diventato il secondo stato degli Stati Uniti a utilizzare le iniezioni monodose di sodio tiopentale per le esecuzioni. Il 10 settembre 2010 l'esecuzione di Cal Coburn Brown è stata la prima nello Stato a utilizzare un'iniezione monodose. La sua morte fu pronunciata all'incirca un minuto e mezzo dopo la somministrazione endovenosa di cinque grammi di farmaco.
Nel dicembre 2010 il Regno Unito ha introdotto un divieto di esportazione di tiopental. Le restrizioni si basavano sul "regolamento sulla tortura dell'Unione europea (compresa la concessione di licenze per i farmaci utilizzati nelle iniezioni letali)". Anche il Parlamento italiano ha deliberato il divieto di esportazione del farmaco per esecuzioni qui prodotto da una succursale americana a Liscate. Dal 21 dicembre 2011 l'Unione europea ha esteso le restrizioni commerciali per impedire l'esportazione di determinati medicinali, affermando che "l'Unione non approva la pena capitale e lavora per la sua abolizione universale".

### Siero della verità
Il tiopentale è usato in alcuni paesi come un siero della verità, perché provoca la perdita di inibizione tipica dei barbiturici. La droga tende a rendere i soggetti loquaci e cooperativi negli interrogatori; tuttavia, l'affidabilità delle confessioni fatte sotto tiopentale è molto discutibile.

### Psichiatria
Il tiopentale è stato usato per desensibilizzare pazienti con fobie. Uno psichiatra che ha lavorato con tiopentale è il professore olandese Jan Bastiaans, che ha usato questo farmaco per aiutare ad alleviare il trauma nelle vittime sopravvissute dell'Olocausto.

## Effetti collaterali
Come con quasi tutti i farmaci ipnotici, il tiopentale provoca depressione cardiovascolare e respiratoria con conseguente ipotensione, apnea e ostruzione delle vie aeree. Per questi motivi, il farmaco viene somministrato sotto controllo medico. Gli effetti collaterali includono mal di testa, agitazione, sonnolenza e nausea. I postumi dovuti agli effetti collaterali possono durare fino a 36 ore.
Il tiopentale deve essere usato con cautela in caso di patologie epatiche, morbo di Addison, mixedema, malattie cardiache gravi, ipotensione grave, disturbi respiratori gravi o porfiria.
La somministrazione di pentossifillina e tiopentale provoca morte per edema polmonare acuto nei ratti, dovuto all'aumentata permeabilità vascolare polmonare.